# Герб на Киргизстан
Гербът на Киргизстан (от хералдическа гледна точка – емблема) е официалният държавен символ на страната. Разработен е от художниците А. Абдраев и С. Дубанаев и е утвърден на 14 януари 1994.
На герба на Киргизстан е изобразен соколът на киргизкия национален герой Манас с разперени крила, символизиращи свободата на страната. В киргизката националната емблема е изобразена също така и перлата на Киргизия – езерото Исък Кул, обкръжено от високите скалисти хребети Алатоо на северен Тяншан. Осветените върхове от изгряващото зад тях слънце наподобяват бялата киргизката национална шапка калпак.